# Lennart Ahrén
Sten Lennart Ahrén, född 25 januari 1920 i Örberga församling, Östergötlands län, död 14 mars 1989 i Danderyds församling, Stockholms län, var en svensk sjömilitär och hovfunktionär.

## Biografi
Ahrén avlade studentexamen 1941 och officersexamen vid Sjökrigsskolan 1944. Han blev löjtnant i flottan 1946 och kapten där 1954. Ahrén tjänstgjorde i chefens för kustflottan stab 1957–1960, var lärare i strategi vid Militärhögskolan 1964–1967, fartygschef för Älvsnabben 1967–1968 och chef för Första fregattflottiljen 1968. Han befordrades till kommendörkapten av andra graden 1960, av första graden 1963 och till kommendör 1969, av första graden 1973. Ahrén var marinattaché i London och Haag 1969–1971, sektionschef i försvarsstaben 1971–1974 och chef för Sydkustens örlogsbas 1974–1980. Han blev adjutant hos Gustav VI Adolf 1963 och överadjutant 1969. Efter sin pensionering var Ahrén hovmarskalk och chef för hovmarskalkämbetet 1980–1986. Han invaldes som ledamot av Örlogsmannasällskapet 1960 och av Krigsvetenskapsakademien 1971. Ahrén blev riddare av Svärdsorden 1962 och kommendör av samma orden 1973. Han vilar på Djursholms begravningsplats.